# Pavel Kuneš
Pavel Kuneš (* 6. února 1937, Praha) je český římskokatolický kněz, novinář a publicista. Byl propagátorem reforem 2. vatikánského koncilu. Za minulého režimu měl mnoho přátel mezi disidenty a představiteli tajné církve. Usiloval o zapojení věřících do prožívání mší i díky hudbě, jeho aktivity tak koncem 60. let přispěly ke vzniku křesťanské hudební skupiny Poutníci. Intenzivně se věnoval výuce náboženství.
Je zastáncem kněžského svěcení ženatých mužů v zájmu zmírnění akutního nedostatku kněží ve farnostech.

## Život
Narodil se ve Strojnické ulici v pražských Holešovicích. Jeho otec amatérsky maloval a vlastnil malý obchod, který mu byl po nástupu komunismu zabaven. V rodině panoval jasný odpor k tomuto režimu, rodiče se mj. obávali útlaku církve. Pavel Kuneš od dětství rád chodil do kostela sv. Antonína na Strossmayerově náměstí, ve kterém také ministroval. Páter Zdeněk Wágner z Holešovic byl tím, kdo Pavla Kuneše nasměroval k rozhodnutí stát se knězem.
Již jako malý chlapec měl Pavel Kuneš také rád loutky, jako jedenáctiletý se stal členem pražského souboru Říše loutek. Loutkové divadlo ho pak provázelo i během kněžství, donedávna je hrál pro děti svých farníků na faře v Klecanech. Studoval tzv. jednotnou střední školu U Studánky v Holešovicích, poté Střední výtvarnou školu na Hollarově náměstí, kde získal dobré školení pro svou celoživotní výtvarnou zálibu (jak dosvědčuje stálá výstava jeho obrazů v klecanské faře) a seznámil se s mnohými budoucími výtvarnými umělci (Zdeněk Beran, Pavel Nešleha).
Počátkem 50. let byl Pavel Kuneš součástí laického katolického společenství tzv. Vyšehradského sboru. Zde se spřátelil např. s Janem a Václavem Konzalovými. V letech 1956 až 1961 studoval na Cyrilometodějské bohoslovecké fakultě v Litoměřicích, kde poznal Jiřího Reinsberga nebo Jiřího Skoblíka. Kněžské svěcení absolvoval v červnu 1961. Poté byl pouze tři týdny kaplanem v Plzni, následně byl dva roky v základní vojenské službě v Lešanech, kde se spřátelil s pozdějšími emigranty – redaktory Svobodné Evropy Pavlem Pecháčkem a Jiřím Maláškem, a vyrobil první kulisy a loutky, s nimž posádka úspěšně vystupovala na veřejnosti.
V letech 1963 až 1966 byl kaplanem v Plzni. Setkával se zde s bývalými politickými vězni a zaváděl do praxe podněty Druhého vatikánského koncilu. V květnu 1965 se stal členem první Arcidiecézní liturgické komise (v níž byl i apoštolský administrátor František Tomášek), o rok později druhé komise, která zaváděla liturgické reformy v pražské arcidiecézi.

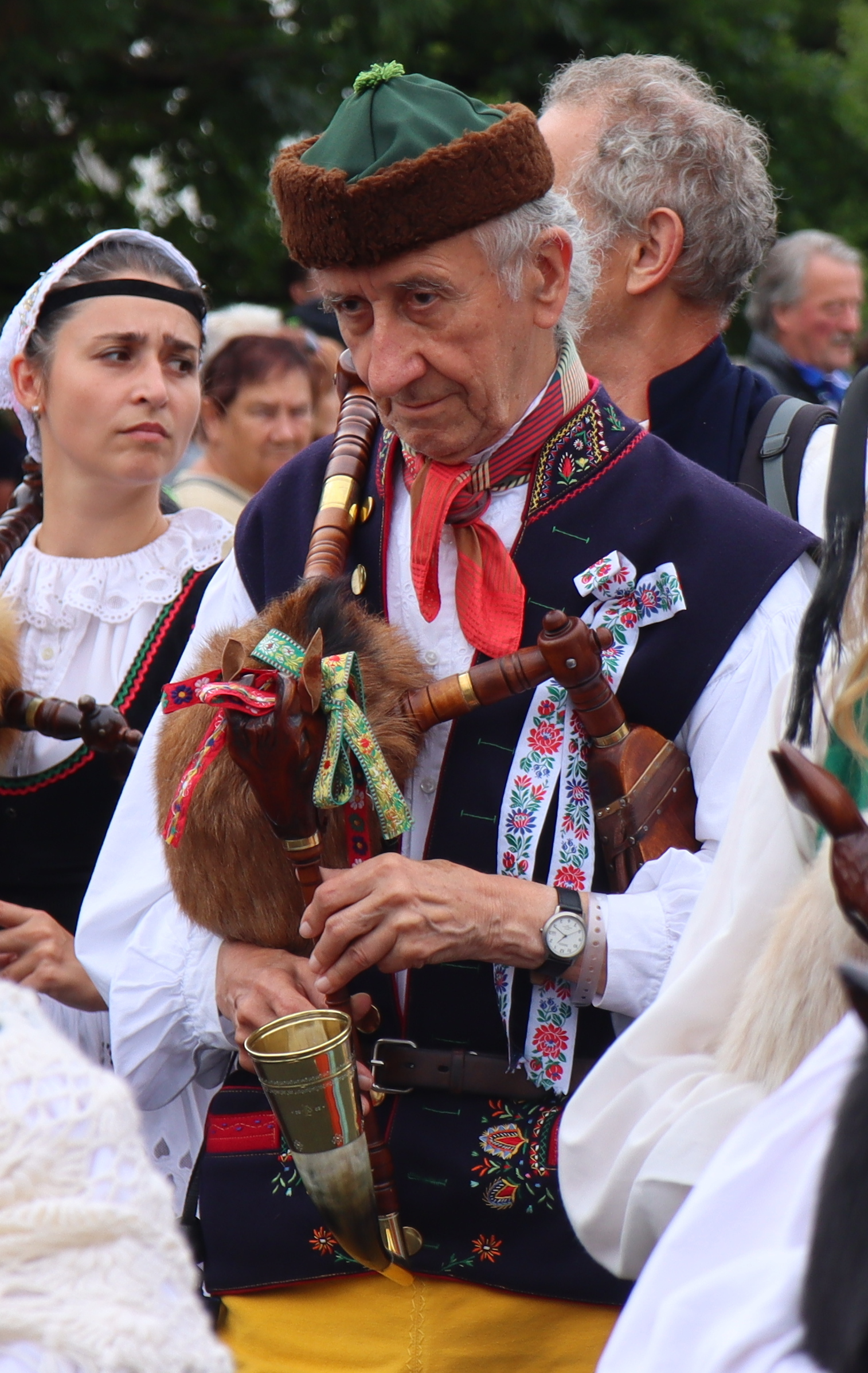
Pavel Kuneš v průvodu Mezinárodního dudáckého festivalu ve Strakonicích (2022)

Poté byl po dva roky rektorem kostela sv. Ignáce na Karlově náměstí v Praze, kde rovněž prosazoval reformy, které přinesl 2. vatikánský koncil. Do místní farnosti tehdy patřili např. pozdější prorektor UK Zdeněk Lojda, chartisté Jiří a Dana Němcovi, nebo rodina Jiřího Blažka. V létě 1966 jel do Tater se skupinou, v níž byli i propuštění slovenští političtí vězni, např. členové hnutí Rodina Tomislava Kolakoviče či představitelé tajné církve Silvester Krčméry nebo Vladimír Jukl. Kuneš se snažil co nejvíce zapojovat farníky do účasti na mši, a to i díky hudbě. Má tak svůj podíl na vzniku skupiny Poutníci v roce 1967. Při tvorbě hudebních mší spolupracoval se skladateli Petrem Ebenem (Truvérská mše), Jaroslavem Hanušem, zakladatelem skupiny Josefem Litošem a textařkou Zdenou Lomovou.
Od května 1968 byl po tři roky kaplanem v kostele Nejsvětějšího srdce Páně na Vinohradech, současně pracoval jako redaktor obrozených Katolických novin. Intenzivně se věnoval výuce náboženství, učil až 300 dětí týdně. Pro svou popularitu, početné farní společenství a společensky bohatý pražský život byl režimu nepohodlný, a proto byl v prosinci 1971 přeložen do Klecan, kam chodilo na nedělní mši nejvýš 15 lidí. Pracoval však na rozvoji této farnosti a jezdili tam za ním i jeho přátelé (mj. tehdejší voják základní služby, biskup Tomáš Holub). Zůstal zde až do konce roku 1999.
Po sametové revoluci spoluzakládal ekumenické Náboženské vysílání Československé televize, přičemž dál sloužil v deseti kostelích v Klecanech a okolí. Tehdy se dostal na hranici svých fyzických sil. V letech 2000 až 2007 nastoupil jako první farář po 50 letech do vnitřně rozpolcené farnosti ve Vršovicích, další čtyři roky zde byl ještě výpomocným duchovním. Po deset let (2001–2011) vyučoval Náboženskou nauku na Arcibiskupském gymnáziu v Praze. Od roku 2012 je rektorem kostela v Klecanech, píše knihy pro mládež  a věnuje se svým zálibám, například malbě či hře na dudy.

## Názory
Slučování farností, pro které katolická církev nemá kněze, Pavel Kuneš považuje za „zbytečný odchod z již dobytých území“. Je proto zastáncem toho, aby nedostatek kněží mohl být zmírněn svěcením ženatých mužů, kteří jsou neformálními autoritami ve svých farnostech.

## Ocenění
- Medaile sv. Jana Nepomuckého (2016)[4]

## Literární dílo
- Základní křesťanská poradna, kniha pro děti, Praha 1993; Scriptum 1994; Karmelitánské nakladatelství, Kostelní Vydří 2004
- Poznámky starého faráře aneb Milé studentstvo, Grantis, Ústí nad Orlicí 2008
- Pár kroků do křesťanství: bez černých i růžových brýlí, kresby Jan Hrubý, Triáda, Praha 2014